# Nhà máy cơ khí-chế tạo Krasnoyarsk
JSC Krasmash, (Nhà máy cơ khí chế tạo Krasnoyarsk) (tiếng Nga: Красноярский машиностроительный завод) là nhà máy cơ khí đặt tại Krasnoyarsk, Nga thành lập từ năm 1932. Hiện tại nó là công ty con thuộc tập đoàn Roscosmos.
Nhà máy cơ khí chế tạo Krasnoyarsk là nhà máy chế tạo tên lửa đạn đạo nhiên liệu lỏng phóng từ tàu ngầm hàng đầu của Liên Xô. Nhà máy cũng là nơi sản xuất tủ lạnh "Biryusa" trong một thời gian dài, đến những năm thập kỷ 90 nhà máy đã chuyển sang sản xuất cả các mặt hàng dân dụng. Nhà máy cũng là nơi sản xuất đuốc cho Thế vận hội mùa đông 2014.
Tháng 4 năm 2019, một vụ cháy đã xảy ra tại phân xưởng sản xuất tủ lạnh.

## Sản phẩm
- R-29RM Shtil
- R-29RMU Sineva
- R-29RMU2 Layner
- BZhRK Barguzin
- Blok D
- Blok DM-03
- RS-28 Sarmat

## Link ngoài
- Official website[liên kết hỏng]